# Антисоветская агитация и пропаганда
«Антисоветская агитация и пропаганда» (на сленге именовавшаяся «антисоветчиной») — официальная формулировка статей 58-10 уголовного кодекса РСФСР 1926 года и 70 уголовного кодекса РСФСР 1960 года, наказывалась в разное время разнообразными наказаниями от лишения свободы и ссылки до расстрела. Статьи с аналогичным названием содержались в уголовных кодексах других союзных республик (в частности, ст. 62 Уголовного кодекса УССР).
За те же действия, совершенные с использованием денежных средств или иных материальных ценностей, полученных от иностранных организаций или лиц, действующих в интересах этих организаций, либо лицом, ранее осужденным за особо опасные государственные преступления, либо совершенные в военное время, наказывались лишением свободы на срок от трех до десяти лет и со ссылкой на срок от двух до пяти лет или без ссылки. Кроме того, практиковалась принудительная госпитализация, как после вынесения приговора, так и в бессудном порядке.
В 1988 году были инициированы последние в СССР дела по статье 70 УК РСФСР в приведенной формулировке («антисоветская агитация и пропаганда») — в отношении членов петербургского отделения партии «Демократический союз» (в том числе В. И. Новодворской), которых следователи назвали «участниками антисоветского заговора». Статья переименована Указом Президиума Верховного Совета РСФСР от 11 сентября 1989 года. Её название заменено на «Призывы к насильственному изменению конституционного строя».

## Формулировки в уголовных кодексах разных периодов

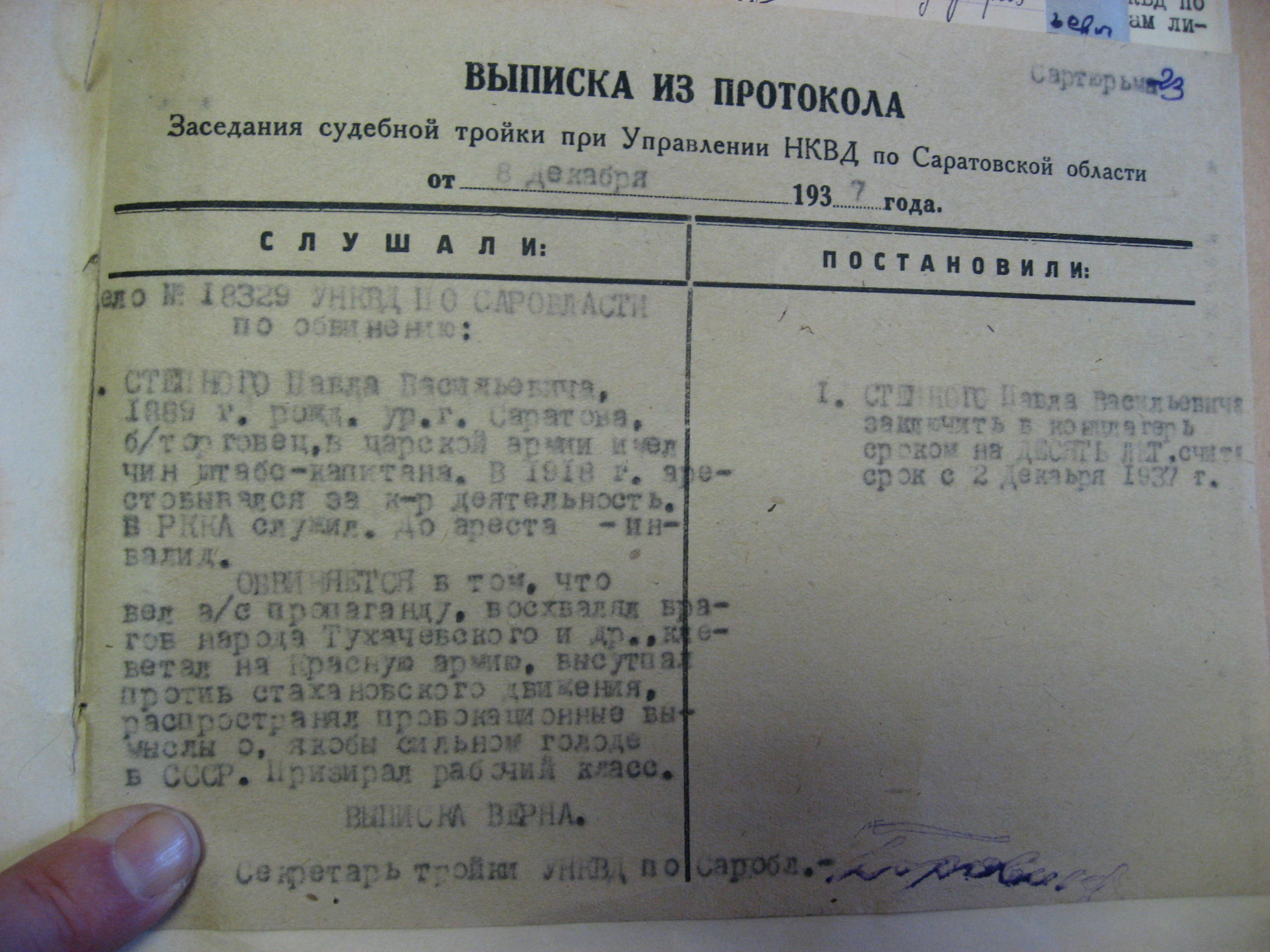
Выписка из протокола, что осужденный «вел а/с [антисоветскую] пропаганду, призирая рабочий класс»

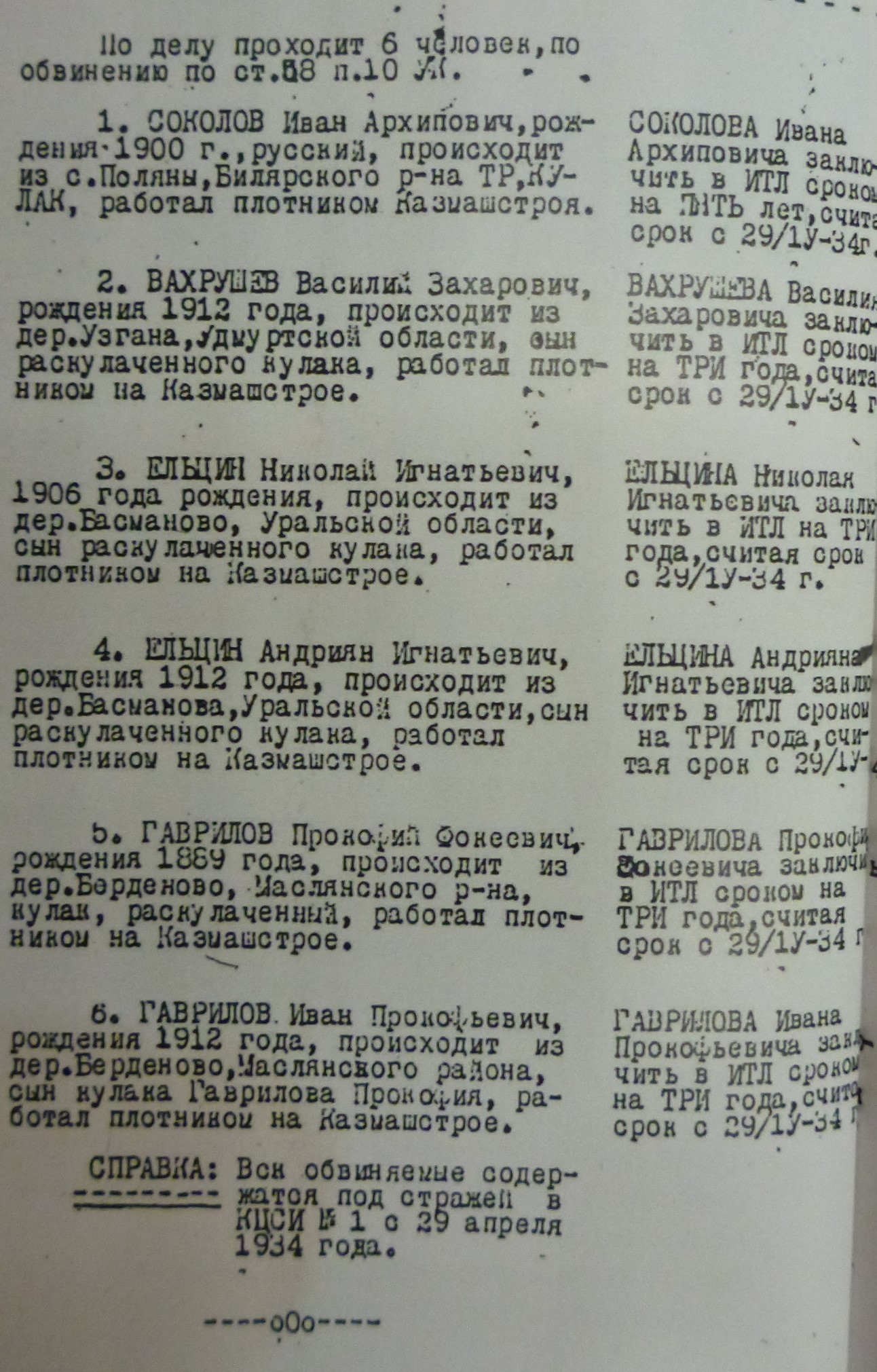
Выписка из протокола тройки ОГПУ об осуждении за «Пропаганду или агитацию, содержащие призыв к свержению, подрыву или ослаблению Советской власти»

Все годы существования СССР «антисоветская агитация и пропаганда» считалась уголовным правонарушением. Уже в Уголовном кодексе РСФСР 1922 года в разделе «контрреволюционные преступления» содержалось несколько статей, связанных с распространением нежелательной информации:
- ст. 69 — пропаганда и агитация, выражающаяся в призыве к свержению власти Советов;
- ст. 70 — пропаганда и агитация в направлении помощи международной буржуазии;
- ст. 72 — изготовление, хранение с целью распространения и распространение агитационной литературы контр-революционного характера;
- ст. 73 — измышление и распространение в контр-революционных целях ложных слухов или непроверенных сведений, могущих вызвать общественную панику, возбудить недоверие к власти или дискредитировать её.

УК РСФСР в редакции 1926 года (статья 58-10):

Пропаганда или агитация, содержащие призыв к свержению, подрыву или ослаблению Советской власти или к совершению отдельных контрреволюционных преступлений, а равно распространение или изготовление или хранение литературы того же содержания влекут за собой — лишение свободы на срок не ниже шести месяцев.

УК РСФСР 1960 года (статья 70):

Агитация или пропаганда, проводимая в целях подрыва или ослабления Советской власти либо совершения отдельных особо опасных государственных преступлений, распространение в тех же целях клеветнических измышлений, порочащих советский государственный и общественный строй, а равно распространение либо изготовление или хранение в тех же целях литературы такого же содержания —
Наказывается лишением свободы на срок от шести месяцев до семи лет и со ссылкой на срок от двух до пяти лет.
Те же действия, совершенные лицом, ранее осужденным за особо опасные государственные преступления, а равно совершенные в военное время, —
Наказываются лишением свободы на срок от трех до десяти лет и со ссылкой на срок от двух до пяти лет или без ссылки (в ред. Закона РСФСР от 25 июля 1962г.)

УК РСФСР 1960 года кроме 70-й статьи, с 1966 года содержал также статью 1901 («190-прим»): Распространение заведомо ложных измышлений, порочащих советский государственный и общественный строй:

Систематическое распространение в устной форме заведомо ложных измышлений, порочащих советский государственный и общественный строй, а равно изготовление или распространение в письменной, печатной или иной форме произведений такого же содержания. Наказывается лишением свободы на срок до трёх лет, или исправительными работами на срок до одного года, или штрафом до ста рублей.

(Исключена Указом Президиума Верховного Совета РСФСР от 11 сентября 1989 года.)
В соответствующих формулировках уголовных кодексов советского периода и в пропагандистских материалах говорилось о борьбе против Советской власти, «советское государство» и «советская власть» понимались как тождественные понятия. Однако значительная часть противников режима, которые являлись гражданами СССР, были не против власти Советов как государственного строя, а выступали против монополии на власть правящей верхушки Коммунистической партии. Многие из них призывали к проведению демократических выборов в Советы и повышению их роли (см., например, статью о кронштадтском восстании).